# الحبطة (خيران المحرق)

تعديل مصدري - تعديل

الحبطة هي إحدى قرى عزلة الدانعى بمديرية خيران المحرق التابعة لمحافظة حجة، بلغ تعداد سكانها 248 نسمة حسب تعداد اليمن لعام 2004.